# Лінкольн для адвоката
«Лінкольн для адвоката» (англ. The Lincoln Lawyer) — американський юридичний драматичний телевізійний серіал 2022 року, створений Девідом Келлі та розроблений Тедом Гамфрі на основі роману Майкла Коннеллі «The Brass Verdict» 2008 року. У головній ролі Мануель Гарсія-Рульфо, Нів Кемпбелл, Бекі Ньютон.
Прем'єра на Netflix відбулася 13 травня 2022 року. У червні 2022 року серіал продовжили на другий сезон і транслюватиметься у двох частинах. Перша частина вийшла 6 липня 2023 року, а друга вийде 3 серпня. У серпні 2023 року серіал було продовжено на третій сезон, який вийшов 17 жовтня 2024 року.

## Сюжет

### сезон 1
Міккі Голлер, успішний адвокат із Лос-Анджелеса, що опинився без роботи після аварії, береться за справу про вбивство, щоб повернутись у гру й за кермо свого «Лінкольна».

### сезон 2
Фірма стає популярною, у команди з'являється ціла купа проєктів, а Міккі заводить перспективне знайомство й береться за нову серйозну справу.

### сезон 3
Міккі береться за особисту й потенційно небезпечну справу: він планує захищати людину, яку звинувачують у вбивстві Глорії Дейтон — його подруги й колишньої клієнтки.

## Актори та ролі
| Актор                 | Роль                    |
| --------------------- | ----------------------- |
| Мануель Гарсіа-Рульфо | Міккі Холлер            |
| Нів Кемпбелл          | Меггі Макферсон         |
| Бекі Ньютон           | Лорна Крейн             |
| Джаз Рейкол           | Ізі                     |
| Ангус Семпсон         | Сіско                   |
| Крістофер Горем       | Тревор Елліот           |
| Нтаре Мвайн           | детектив Реймонд Гріггс |
| Ліза Гей Гемілтон     | суддя Мері Холдер       |
| Джеймі Макшейн        | детектив Лі Ленкфорд    |
| Реггі Лі              | Анджело Сото            |
| Кріста Ворнер         | Хейлі Халлер            |
| Лана Паррія           | Ліза Траммелл           |
| Анхеліка Марія        | Єлєна                   |
| Елліотт Ґулд          | Девід Сігель            |
| Джон Тенні            | Міккі Галлер            |
| Роберт Оррі           | себе                    |
| Голт Маккелені        | Неіл Бішоп              |

## Український Дубляж
- Студія: Так Треба Продакшн
- Режисер дубляжу: Наталія Надірадзе
- Перекладач: Поліна Новікова (сезон 1), Ольга Переходченко (сезон 2), Юлія Почінок (сезон 3)
- Спеціаліст зі зведення звуку: Юрій Гелун (сезон 1, серії 1-2), Ігор Грищенко (сезон 1, серії 3, 5, 7, 9-10, сезон 2-3, 5-7, 9-10, сезон 3, серії 2-3, 5), Дмитро Скриль (сезон 1, серії 4, 6, 8, сезон 2, серії 2, 4, 8, сезон 3, серії 1, 4, 6-10)
- Менеджер проекту: Валерія Антонова

Ролі дублювали:
- Міккі — Денис Жупник
- Ліза — Марина Клодницька
- Меггі — Юлія Малахова
- Лорна — Юлія Перенчук
- Тревор — Кирило Татарченко
- Голанц — Ігор Журбенко
- Рассел — Дмитро Терещук
- Глорія — Анастасія Жарнікова
- Сіско — Михайло Тишин
- Іззі — Анастасія Павленко
- Андреа — Вікторія Левченко
- О'Браєн — Михайло Кришталь
- Олена — Ірина Дорошенко
- Ніл — Юрій Гребельник

Додатковий акторський склад: Андрій Альохін, Анна Артем'єва, Олена Бліннікова, Сергій Гутько, Ольга Гриськова, Наталія Калюжна, Сергій Ладєсов, Євгеній Лісничий, Данило Марійко, Єлизавета Мастаєва, Роман Молодій, Тамара Морозова, Наталія Надірадзе, Євген Пашин, Владислав Пупков, Анна Сєдова, Діана Семенюк, Володимир Терещук, Тимур Ребрик, Ростислав Фоменко, В'ячеслав Хостікоєв, Людмила Чиншева, Олександр Шевчук, Тетяна Руда, Наталія Задніпровська, Богдан Крепак, Олег Грищенко,

## Сезони
| Сезон | Епізоди | Епізоди | Оригінальний показ | Оригінальний показ | Оригінальний показ |
| Сезон | Епізоди | Епізоди | Останній показ     | Перший показ       | Мережа             |
| ----- | ------- | ------- | ------------------ | ------------------ | ------------------ |
| 1     | 10      | 10      | 13 травня 2022     | 13 травня 2022     | Netflix            |
| 2     | 10      | 10      | 6 липня 2023       | 3 серпня 2023      | Netflix            |
| 3     | 10      | 10      | 17 жовтня 2024     | 17 жовтня 2024     | Netflix            |

## Список серій

### Сезон 1 (2022)
| № | #  | Назва                                                       | Режисер                 | Сценарист                       | Перший ефір у США |
| --- | -- | ----------------------------------------------------------- | ----------------------- | ------------------------------- | ----------------- |
| 1 | 1  | «Знову в грі» «He Rides Again»                              | Ліз Фрідлендер          | Девід Келлі                     | 13 травня 2022    |
| Після низки проблем в особистому та професійному житті адвокат із Лос-Анджелеса Міккі Голлер отримує несподівану можливість завдяки колезі.                               |    |                                                             |                         |                                 |                   |
| 2 | 2  | «Магічна куля» «The Magic Bullet»                           | Ерін Філі               | Тед Гамфрі                      | 13 травня 2022    |
| Резонансний судовий процес про вбивство змушує Міккі шукати докази на користь захисту, а Меггі пропонує йому шанс відновити її довіру.                                    |    |                                                             |                         |                                 |                   |
| 3 | 3  | «Імпульс» «Momentum»                                        | Ерін Філі               | Тед Гамфрі                      | 13 травня 2022    |
| Міккі шукає зв’язок між справою Тревора Елліотта й загадковим новим клієнтом, Лорна розслідує зачіпку, а Сіско турбується через проблеми з безпекою.                      |    |                                                             |                         |                                 |                   |
| 4 | 4  | «Теорія хаосу» «Chaos Theory»                               | Білл Д'Еліа             | Кріс Дауні                      | 13 травня 2022    |
| Після випадку в офісі Міккі розмовляє з детективом Гріггсом. Свідок у справі Меггі про торгівлю людьми починає сумніватися.                                               |    |                                                             |                         |                                 |                   |
| 5 | 5  | «Дванадцять лемінгів у скриньці» «Twelve Lemmings in a Box» | Білл Д'Еліа             | Енді Бушелл                     | 13 травня 2022    |
| Міккі розчарований вимогами Тревора під час відбору присяжних, тож він звертається по допомогу до незвичайного джерела. Сіско знаходить іншу людину, у якої є мотив.      |    |                                                             |                         |                                 |                   |
| 6 | 6  | «Корупція» «Bent»                                           | Давид Гроссман          | Гледіс Родрігес                 | 13 травня 2022    |
| Міккі намагається знайти джерело можливого хабаря, зустрічається з колишньою колегою Лари, повертається до старої справи та робить послугу Меггі.                         |    |                                                             |                         |                                 |                   |
| 7 | 7  | «Лемінг № 7» «Lemming Number Seven»                         | Давид Гроссман          | Зак Каліг                       | 13 травня 2022    |
| У перший день суду над Тревором Міккі намагається довести, що поліція не розглянула всі аспекти справи. Новий свідок Меггі дає зачіпку. За справу беруться Лорна й Гейлі. |    |                                                             |                         |                                 |                   |
| 8 | 8  | «Друга магічна куля» «The Magic Bullet Redux»               | Алонсо Альварес Барреда | Джастін Пікок                   | 13 травня 2022    |
| Після важкого дня свідчень Міккі шукає єдиний доказ, який дозволить розкрити справу. У Меггі закінчується час для справи Сото.                                            |    |                                                             |                         |                                 |                   |
| 9 | 9  | «Моторошна долина» «The Uncanny Valley»                     | Алонсо Альварес Барреда | Кріс Дауні, Райан Хоанг Вільямс | 13 травня 2022    |
| Тревор прагне очистити своє ім’я та наполягає, що свідчитиме в суді, але ризикована стратегія викликає у Міккі більше запитань, ніж відповідей.                           |    |                                                             |                         |                                 |                   |
| 10 | 10 | «Латунний вирок» «The Brass Verdict»                        | Давид Гроссман          | Тед Гамфрі, Майкл Коннеллі      | 13 травня 2022    |
| Частинки головоломки стають на свої місця, і Міккі вимагає відповідей від Тревора, а виправлення помилок минулого може призвести до жахливих наслідків для Меггі.         |    |                                                             |                         |                                 |                   |

### Сезон 2 (2023)
| № | #  | Назва                                                               | Режисер         | Сценарист                   | Перший ефір у США |
| --- | -- | ------------------------------------------------------------------- | --------------- | --------------------------- | ----------------- |
| 11 | 1  | «Правила професійної поведінки» «The Rules of Professional Conduct» | Роб Шейденгланц | Тед Гамфрі                  | 6 липня 2023      |
| Міккі зустрічається з новим клієнтом, отримує дивне прохання та миттєво знаходить контакт із шеф-кухаркою. Лорна розривається між роботою та школою.            |    |                                                                     |                 |                             |                   |
| 12 | 2  | «Обов’язки» «Obligations»                                           | Роб Шейденгланц | Гледіс Родрігес             | 6 липня 2023      |
| Опинившись перед етичною дилемою, Міккі звертається за порадою до друга сім’ї та вигадує, як вивести вразливу клієнтку зі скрутного становища.                  |    |                                                                     |                 |                             |                   |
| 13 | 3  | «Конфлікти» «Conflicts»                                             | Кейт Вудс       | Дейлін Родрігес             | 6 липня 2023      |
| Міккі змушений думати на ходу, щоб виграти гучну справу про вбивство в кмітливої прокурорки. Лорна сумнівається в Сіско.                                        |    |                                                                     |                 |                             |                   |
| 14 | 4  | «Докази» «Discovery»                                                | Кейт Вудс       | Райан Хоанг Вільямс         | 6 липня 2023      |
| Команда шукає голку в копиці сіна, намагаючись довести непричетність Лізи. Міккі вигадує креативний спосіб допомогти підлітку, якого звинувачують у вандалізмі. |    |                                                                     |                 |                             |                   |
| 15 | 5  | «Підозри» «Suspicious Minds»                                        | Антоніо Негрет  | Зак Каліг                   | 6 липня 2023      |
| Сіско ризикує всім заради друга. Міккі занадто самовпевнено змушує Андреа розкрити карти в суді.                                                                |    |                                                                     |                 |                             |                   |
| 16 | 6  | «Відкликання» «Withdrawal»                                          | Антоніо Негрет  | Меттью Дж. Ліберман         | 3 серпня 2023     |
| Міккі оговтується після нападу, а Іззі має власний привід для смутку. Лорна вигадує хитрий спосіб вручити повістку до суду. Меггі ухвалює важливе рішення.      |    |                                                                     |                 |                             |                   |
| 17 | 7  | «Кому це вигідно» «Cui Bono»                                        | Шена Стейн      | Ліза Кінтела                | 3 серпня 2023     |
| Починається судовий процес проти Лізи. Міккі додому підкидають загадковий лист, і Сіско має швидко перевірити нову інформацію, яка може змінити хід справи.     |    |                                                                     |                 |                             |                   |
| 18 | 8  | «Умови й домовленості» «Covenants and Stipulations»                 | Шена Стейн      | Кріс Дауні, Майкл Коннеллі  | 3 серпня 2023     |
| Міккі змінює свою стратегію на слуханні, коли Андреа представляє ключовий доказ і неочікуваного свідка. Гейлі планує сюрприз до дня народження.                 |    |                                                                     |                 |                             |                   |
| 19 | 9  | «П’ята поправка» «The Fifth Witness»                                | Тед Гамфрі      | Кеті Ерін                   | 3 серпня 2023     |
| Після того як у суді пролунали неочікувані й емоційні свідчення, Міккі та Лорна вигадують хитрий план, щоб кинути тінь на сторону обвинувачення.                |    |                                                                     |                 |                             |                   |
| 20 | 10 | «Забудь про минуле» «Bury Your Pas»                                 | Бен Брей        | Тед Гамфрі, Дейлін Родрігес | 3 серпня 2023     |
| Захист закінчив свою роботу, і суд виніс вердикт… але Міккі ще багато чого не знає про Лізу. Лорні й Сіско знову доводиться змінювати весільні плани.           |    |                                                                     |                 |                             |                   |

### Сезон 3 (2024)
| № | #  | Назва                                                  | Режисер                 | Сценарист                          | Перший ефір у США |
| --- | -- | ------------------------------------------------------ | ----------------------- | ---------------------------------- | ----------------- |
| 21 | 1  | «Змія» «La Culebra»                                    | Алонсо Альварес Барреда | Тед Гамфрі, Дейлін Родрігес        | 17 жовтня 2024    |
| Міккі розмірковує про захист людини, яку звинувачують у вбивстві Глорії Дейтон. Коли колишню няню Гейлі арештовують, дівчина звертається до батька по допомогу.         |    |                                                        |                         |                                    |                   |
| 22 | 2  | «Особливі обставини» «Special Circumstances»           | Алонсо Альварес Барреда | Гледіс Родрігес                    | 17 жовтня 2024    |
| Небезпечна нова справа тисне на всіх, а Міккі зазнає жахливого удару, коли суд щодо озброєного пограбування призводить до насилля. Слухання Джуліана проходить невдало. |    |                                                        |                         |                                    |                   |
| 23 | 3  | «Союз із ворогом» «Strange Bedfellows»                 | Антоніо Негрет          | Меттью Дж. Ліберман                | 17 жовтня 2024    |
| Лорна складає екзамен, Міккі розбирається з клопотанням, у якого мало шансів, раптовою повісткою і сумнівним джерелом. Андреа займається делікатною справою.            |    |                                                        |                         |                                    |                   |
| 24 | 4  | «Сліпі плями в минулому» «Rearview Blind Spots»        | Антоніо Негрет          | Ліза Кінтела                       | 17 жовтня 2024    |
| Міккі намагається розібратися в справі про вбивство Глорії, але страждає від почуття провини й звертається за порадою до старого друга. Андреа отримує жахливі новини.  |    |                                                        |                         |                                    |                   |
| 25 | 5  | «Що було у Вікторвіллі…» «What Happens in Victorville» | Бен Брей                | Райан Хоанг Вільямс                | 17 жовтня 2024    |
| Міккі втілює план, який передбачає залучення глави наркокартелю. Лорна спонукає Міккі поговорити із заваленою проблемами Андреа. Сіско стежить за свідком у Лас-Вегасі. |    |                                                        |                         |                                    |                   |
| 26 | 6  | «Успіх» «Man on Fire»                                  | Бен Брей                | Кеті Ерін                          | 17 жовтня 2024    |
| Команда Міккі влаштовує пастку. Починається суд над Джуліаном. Гейлі звинувачує батька в трагедії, а Лорна отримує результати екзамену.                                 |    |                                                        |                         |                                    |                   |
| 27 | 7  | «Прямі докази» «Relevance»                             | Паула Гарсес            | Дейлін Родрігес, Ізабелла Родрігез | 17 жовтня 2024    |
| Важке слухання погано впливає на Міккі. Нова справа Лорни змушує її бігати поверхами будівлі суду. Андреа розкриває душу не тій людині.                                 |    |                                                        |                         |                                    |                   |
| 28 | 8  | «Таємничий чоловік» «Mystery Man»                      | Хосе Жилберто           | Гледіс Родрігес, Джейк Бернштейн   | 17 жовтня 2024    |
| Коли суддя вирішує, що ключовий свідок може дати свідчення, Міккі відчайдушно намагається влаштувати додавання відео до доказів. Іззі отримує неймовірну можливість.    |    |                                                        |                         |                                    |                   |
| 29 | 9  | «Привиди» «Ghosts»                                     | Хезер Каппіелло         | Меттью Дж. Ліберман                | 17 жовтня 2024    |
| Доля клієнта висить на волосині, а прокурор вимагає ануляцію, тому Міккі вдається до ризикованого маневру, щоб переконати суддю продовжити розгляд справи.              |    |                                                        |                         |                                    |                   |
| 30 | 10 | «Боги провини» «The Gods of Guilt»                     | Тед Гамфрі              | Тед Гамфрі, Дейлін Родрігес        | 17 жовтня 2024    |
| Унаслідок неймовірного повороту подій остання деталь убивства Глорії розкривається в залі суду. Фінальна несподіванка приголомшує всіх.                                 |    |                                                        |                         |                                    |                   |

## Оцінки та відгуки
| Сезон | Відгуки критиків   | Відгуки критиків |
| Сезон | Rotten Tomatoes    | Metacritic       |
| ----- | ------------------ | ---------------- |
| 1     | 79 % (33 рецензій) | 62 (16 рецензій) |
| 2     | 89 % (9 рецензій)  | 59 (5 рецензій)  |
| 3     | 100 % (7 рецензій) | - (4 рецензій)   |

#### Сезон 1
На сайті-агрегаторі рецензій Rotten Tomatoes перший сезон має 79 % «свіжості» на основі 33 рецензій із середнім рейтингом 6,5/10.
На Metacritic серіал отримав 62 бали зі 100 на основі 16 рецензій від кінокритиків, що свідчить про «загалом позитивні рецензії».

#### Сезон 2
На сайті-агрегаторі рецензій Rotten Tomatoes другий сезон має 89 % «свіжості» на основі 9 рецензій із середнім рейтингом 5,8/10.
На Metacritic серіал отримав 59 балів зі 100 на основі 5 рецензій від кінокритиків, що свідчить про «загалом позитивні рецензії».

#### Сезон 3
На сайті-агрегаторі рецензій Rotten Tomatoes третій сезон має 100 % «свіжості» на основі 7 рецензій із середнім рейтингом 7,1/10.